# 34591 Saadhahmed
34591 Saadhahmed è un asteroide della fascia principale. Scoperto nel 2000, presenta un'orbita caratterizzata da un semiasse maggiore pari a 3,1737153 au e da un'eccentricità di 0,1116833, inclinata di 1,29873° rispetto all'eclittica.